# Arcidiocesi di Karachi
L'arcidiocesi di Karachi (in latino Archidioecesis Karachiensis) è una sede metropolitana della Chiesa cattolica in Pakistan. Nel 2021 contava 170.365 battezzati su 22.418.000 abitanti. È retta dall'arcivescovo Benny Mario Travas.

## Territorio
L'arcidiocesi comprende il distretto di Karachi, nella provincia di Sindh in Pakistan.
Sede arcivescovile è la città di Karachi, dove si trova la cattedrale di San Patrizio.
Il territorio è suddiviso in 16 parrocchie.
La provincia ecclesiastica di Karachi comprende una sola diocesi suffraganea, la diocesi di Hyderabad, eretta il 28 aprile 1958.

## Storia
Il 1º giugno 1934 fu istituita a Karachi una missione, nell'ambito dell'arcidiocesi di Bombay, affidata ai francescani olandesi, che presero possesso del loro territorio nel mese di giugno del 1935.
La diocesi di Karachi fu eretta il 20 maggio 1948 con la bolla Opportunis providentiae di papa Pio XII, ricavandone il territorio dall'arcidiocesi di Bombay, di cui era originariamente suffraganea.
Il 15 luglio 1950 la diocesi è stata elevata al rango di arcidiocesi metropolitana con la bolla Rerum locorumque dello stesso papa Pio XII. La nuova provincia ecclesiastica comprendeva tutte le diocesi del Pakistan occidentale.
Il 28 aprile 1958 e il 9 novembre 2001 ha ceduto porzioni del suo territorio a vantaggio dell'erezione rispettivamente della diocesi di Hyderabad e del vicariato apostolico di Quetta.

## Cronotassi dei vescovi
Si omettono i periodi di sede vacante non superiori ai 2 anni o non storicamente accertati.
- James Cornelius van Miltenburg, O.F.M. † (20 maggio 1948 - 28 aprile 1958 nominato arcivescovo, titolo personale, di Hyderabad in Pakistan)
- Joseph Marie Anthony Cordeiro † (7 maggio 1958 - 11 febbraio 1994 deceduto)
- Simeon Anthony Pereira † (11 febbraio 1994 succeduto - 20 novembre 2002 ritirato)
- Evarist Pinto (5 gennaio 2004 - 25 gennaio 2012 ritirato)
- Joseph Coutts (25 gennaio 2012 - 11 febbraio 2021 ritirato)
- Benny Mario Travas, dall'11 febbraio 2021

## Statistiche
L'arcidiocesi nel 2021 su una popolazione di 22.418.000 persone contava 170.365 battezzati, corrispondenti allo 0,8% del totale.
| anno | popolazione | popolazione | popolazione | presbiteri | presbiteri | presbiteri | presbiteri                | diaconi | religiosi | religiosi | parrocchie |
| anno | battezzati  | totale      | %           | numero     | secolari   | regolari   | battezzati per presbitero | diaconi | uomini    | donne     | parrocchie |
| ---- | ----------- | ----------- | ----------- | ---------- | ---------- | ---------- | ------------------------- | ------- | --------- | --------- | ---------- |
| 1950 | 22.906      | 7.500.000   | 0,3         | 59         | 15         | 44         | 388                       |         | 16        | 98        | 16         |
| 1970 | 40.200      | 5.000.000   | 0,8         | 67         | 44         | 23         | 600                       |         | 31        | 157       | 13         |
| 1980 | 60.000      | 6.294.000   | 1,0         | 59         | 41         | 18         | 1.016                     | 1       | 38        | 155       | 16         |
| 1990 | 75.000      | 6.400.000   | 1,2         | 65         | 50         | 15         | 1.153                     | 1       | 31        | 175       | 17         |
| 1999 | 141.307     | 1.000.000   | 14,1        | 53         | 39         | 14         | 2.666                     |         | 38        | 188       | 18         |
| 2000 | 152.749     | 11.500.000  | 1,3         | 53         | 39         | 14         | 2.882                     |         | 25        | 181       | 18         |
| 2001 | 149.350     | 11.000.000  | 1,4         | 63         | 38         | 25         | 2.370                     |         | 53        | 165       | 19         |
| 2002 | 150.263     | 11.000.000  | 1,4         | 63         | 37         | 26         | 2.385                     |         | 36        | 152       | 18         |
| 2003 | 142.000     | 13.000.000  | 1,1         | 49         | 34         | 15         | 2.897                     |         | 58        | 157       | 15         |
| 2004 | 145.000     | 14.000.000  | 1,0         | 48         | 34         | 14         | 3.020                     |         | 53        | 157       | 15         |
| 2006 | 151.000     | 14.608.000  | 1,0         | 43         | 32         | 11         | 3.511                     |         | 50        | 157       | 15         |
| 2011 | 166.000     | 15.802.000  | 1,1         | 37         | 26         | 11         | 4.486                     |         | 35        | 165       | 15         |
| 2013 | 182.500     | 18.371.000  | 1,0         | 56         | 34         | 22         | 3.258                     |         | 64        | 163       | 15         |
| 2016 | 186.600     | 19.379.000  | 1,0         | 52         | 31         | 21         | 3.588                     |         | 55        | 202       | 16         |
| 2019 | 197.700     | 20.530.000  | 1,0         | 51         | 35         | 16         | 3.876                     |         | 86        | 161       | 15         |
| 2021 | 170.365     | 22.418.000  | 0,8         | 56         | 33         | 23         | 3.042                     |         | 41        | 119       | 16         |